# Wishbone
Wishbone je americký dobrodružný dětský fantastický televizní seriál. Premiérově byl vysílán v letech 1995–1998 na kanálu PBS Kids stanice PBS. Ve dvou řadách vzniklo celkem 50 dílů, z čehož měla první série 40 epizod. V roce 1998 byl natočen také televizní film Wishbone's Dog Days of the West.

## Příběh
Hlavním hrdinou seriálu je pes, Jack Russell teriér jménem Wishbone, který žije se svým dospívajícím majitelem Joem Talbotem a jeho matkou ve fiktivním městě Oakdale v Texasu. S ním a jeho kamarády ze školy zažívá různá dobrodružství. Wishbone si navíc představuje, jak se stává slavnými postavami z nejrůznějších příběhů klasických literárních děl, kde, ač je stále ve své psí podobě, jej berou jako člověka.

## Obsazení
- pes Soccer jako Wishbone
- Larry Brantley jako Wishboneův hlas
- Jordan Wall jako Joe Talbot
- Christie Abbott jako Samantha Keplerová
- Adam Springfield jako David Barnes
- Mary Chris Wall jako Ellen Talbotová
- Angee Hughes jako Wanda Gilmoreová
- Joe Duffield jako Damont Jones (2. řada; v 1. řadě jako host)
- Julio Cedillo jako Travis del Rio (2. řada)
- Mikaila Enriquez jako Melina Finchová (2. řada)
- Paul English, Jr. jako Marcus Finch (2. řada)
- Jarrad Kritzstein jako Jimmy Kidd (2. řada)